# Готье, Эрик
Эрик Готье (фр. Éric Gautier; род. 2 апреля 1961, XII округ Парижа) — французский кинооператор.

## Биография
Окончил Высшую национальную школу Луи Люмьера (1982). Работал ассистентом оператора у Брюно Нюиттена на фильме Алена Рене «Жизнь — роман» (1982), снимал рекламные фильмы, короткометражные ленты. Первый самостоятельный фильм, принесший ему известность, — «Жизнь мертвецов» Арно Деплешена (1991).

## Избранная фильмография
- 1991 — Жизнь мертвецов / La Vie des morts (реж. Арно Деплешен)
- 1992 — Albert souffre (реж. Брюно Нюиттен)
- 1993 — Пуп земли / Le Nombril du monde (реж. Ариэль Зейтун)
- 1995 — Сто и одна ночь Симона Синема / Les Cent et une nuits de Simon Cinéma (реж. Аньес Варда)
- 1996 — Как я обсуждал... (мою сексуальную жизнь) / Comment je me suis disputé… (ma vie sexuelle) (реж. Арно Деплешен)
- 1996 — Ирма Веп / Irma Vep (реж. Оливье Ассаяс)
- 1996 — Тико Мун / Tykho Moon (реж. Энки Билал)
- 1997 — Без названия / Sans titre (реж. Леос Каракс, короткометражный)
- 1998 — Те, кто меня любит, поедут поездом / Ceux qui m’aiment prendront le train (реж. Патрис Шеро, премия «Сезар» за лучшую операторскую работу)
- 1999 — Пола Икс / Pola X (реж. Леос Каракс)
- 2000 — Сентиментальные судьбы / Les Destinées sentimentales (реж. Оливье Ассаяс, номинация на премию «Сезар»)
- 2000 — Эстер Кан / Esther Kahn (реж. Арно Деплешен)
- 2000 — Страстно / Passionnément (реж. Брюно Нюиттен)
- 2001 — Интим / Intimacy (реж. Патрис Шеро, номинация на Европейскую кинопремию)
- 2001 — Сильные души / Les Âmes fortes (реж. Рауль Руис)
- 2001 — Короткая переправа / Brève traversée (реж. Катрин Брейя)
- 2003 — Его брат / Son frère (реж. Патрис Шеро)
- 2004 — Очищение / Clean (реж. Оливье Ассаяс, номинация на премию «Сезар», Большая премия за техническое решение на Каннском МКФ)
- 2004 — Короли и королева / Rois et reine (реж. Арно Деплешен)
- 2004 — Че Гевара: Дневники мотоциклиста / Diarios de motocicleta (реж. Вальтер Саллес, номинация на премию BAFTA, Большая премия за техническое решение на Каннском МКФ)
- 2005 — Габриель / Gabrielle (реж. Патрис Шеро, номинация на премию «Сезар»)
- 2006 — Париж, я люблю тебя / Paris, je t’aime (реж. Вальтер Саллес и Даниэла Томас, Оливье Ассаяс)
- 2006 — Noise (реж. Оливье Ассаяс, документальный)
- 2006 — Сердца / Coeurs (реж. Ален Рене, номинация на премию «Сезар»)
- 2006 — Как узнать своих святых / A Guide to Recognizing Your Saints (реж. Дито Монтьель)
- 2006 — Вдовы из Нуармутье / Quelques veuves de Noirmoutier (реж. Аньес Варда, документальный)
- 2007 — В диких условиях / Into the Wild (реж. Шон Пенн, премия братьев Люмьер за лучшее техническое решение)
- 2008 — Летнее время / L’ Heure d'été (реж. Оливье Ассаяс)
- 2008 — Рождественская сказка / Un conte de Noël (реж. Арно Деплешен)
- 2008 — Дикие травы / Les Herbes folles (реж. Ален Рене)
- 2009 — Штурмуя Вудсток / Taking Woodstock (реж. Энг Ли)
- 2010 — На дороге / On the Road (реж. Вальтер Саллес)
- 2012 — Вы ещё ничего не видели / Vous n’avez encore rien vu (реж. Ален Рене)
- 2012 — Что-то в воздухе / Après mai (реж. Оливье Ассаяс)
- 2014 — Принцесса Монако / Grace Of Monaco (реж. Оливье Даан)
- 2018 — Гонка века / The Mercy (реж. Джеймс Марш)
- 2018 — Пепел – самый чистый белый / Jiang hu er nu (реж. Цзя Чжанкэ)
- 2019 — Правда / La Vérité (реж. Хирокадзу Корээда)

Номинант и лауреат многих национальных и международных премий.